# West Lancashire
West Lancashire is een Engels district in het shire-graafschap (non-metropolitan county OF county) Lancashire en telt 114.000 inwoners. De oppervlakte bedraagt 347 km².
Van de bevolking is 15,6% ouder dan 65 jaar. De werkloosheid bedraagt 3,2% van de beroepsbevolking (cijfers volkstelling 2001).

## Plaatsen in district West Lancashire
- Ormskirk
- Skelmersdale

## Civil parishesin district West Lancashire
Aughton, Bickerstaffe, Bispham, Burscough, Dalton, Downholland, Great Altcar, Halsall, Hesketh-with-Becconsall, Hilldale, Lathom, Lathom South, Newburgh, North Meols, Parbold, Rufford, Scarisbrick, Simonswood, Tarleton, Up Holland, Wrightington.